# Bariri
Bariri este un oraș în São Paulo (SP), Brazilia.